# Heldt (Fernsehserie)/Episodenliste

Logo der Serie

Diese Episodenliste enthält alle Episoden der deutschen Kriminalserie Heldt, sortiert nach der deutschen Erstausstrahlung. Die Fernsehserie umfasst acht Staffeln mit 108 Episoden.

## Übersicht
| Staffel | Episodenanzahl | Erstausstrahlung   | Erstausstrahlung |
| Staffel | Episodenanzahl | Staffelpremiere    | Staffelfinale    |
| ------- | -------------- | ------------------ | ---------------- |
| 1       | 06             | 24. Januar 2013    | 28. Februar 2013 |
| 2       | 12             | 2. Januar 2014     | 20. März 2014    |
| 3       | 15             | 28. Januar 2015    | 20. Mai 2015     |
| 4       | 18             | 21. September 2016 | 1. Februar 2017  |
| 5       | 18             | 20. September 2017 | 17. Januar 2018  |
| 6       | 12             | 24. Januar 2018    | 18. April 2018   |
| 7       | 15             | 25. September 2019 | 22. Januar 2020  |
| 8       | 12             | 14. Oktober 2020   | 3. Februar 2021  |

## Staffel 1
| Nr. (ges.) | Nr. (St.) | Originaltitel            | Erstausstrahlung D | Regie            | Drehbuch                    | Zuschauer | Marktanteil |
| ---------- | --------- | ------------------------ | ------------------ | ---------------- | --------------------------- | --------- | ----------- |
| 1          | 1         | Explosive Fracht         | 24. Jan. 2013      | Olaf Kreinsen    | Lorenz Lau-Uhle             | 4,10 Mio. | 13,9 %      |
| 2          | 2         | Endlich frei!            | 31. Jan. 2013      | Gero Weinreuter  | Lorenz Lau-Uhle             | 4,03 Mio. | 13,8 %      |
| 3          | 3         | Tod in der Nachbarschaft | 7. Feb. 2013       | Buddy Giovinazzo | Renate Ziemer               | 3,99 Mio. | 13,9 %      |
| 4          | 4         | Kopf des Indianers       | 14. Feb. 2013      | Gero Weinreuter  | Lorenz Lau-Uhle             | 3,74 Mio. | 12,9 %      |
| 5          | 5         | Heißer Stoff             | 21. Feb. 2013      | Buddy Giovinazzo | Iris Kobler, Ralf Löhnhardt | 3,66 Mio. | 12,6 %      |
| 6          | 6         | Gefährliches Spielzeug   | 28. Feb. 2013      | Buddy Giovinazzo | Claudia Römer               | 3,69 Mio. | 12,4 %      |

## Staffel 2
| Nr. (ges.) | Nr. (St.) | Originaltitel         | Erstausstrahlung D | Regie           | Drehbuch                        | Zuschauer | Marktanteil |
| ---------- | --------- | --------------------- | ------------------ | --------------- | ------------------------------- | --------- | ----------- |
| 7          | 1         | Totalschaden          | 2. Jan. 2014       | Ulrike Hamacher | Marko Lucht                     | 4,28 Mio. | 14,6 %      |
| 8          | 2         | Feuerteufel           | 9. Jan. 2014       | Ulrike Hamacher | Sabine Glöckner                 | 3,84 Mio. | 13,4 %      |
| 9          | 3         | Taubenschlag          | 16. Jan. 2014      | Ulrike Hamacher | Claudia Römer                   | 4,27 Mio. | 15,4 %      |
| 10         | 4         | Die Abrechnung        | 23. Jan. 2014      | Ulrike Hamacher | Lorenz Lau-Uhle                 | 3,94 Mio. | 13,8 %      |
| 11         | 5         | Schmerzensgeld        | 30. Jan. 2014      | Andreas Morell  | Andrea Brown                    | 3,93 Mio. | 13,8 %      |
| 12         | 6         | Clowns                | 6. Feb. 2014       | Andreas Morell  | Peter Dommaschk, Ralf Leuther   | 3,60 Mio. | 12,7 %      |
| 13         | 7         | Letzte Runde          | 13. Feb. 2014      | Andreas Morell  | Monika Sandmann, Dirk Udelhoven | 3,94 Mio. | 13,8 %      |
| 14         | 8         | Kopfgeld              | 20. Feb. 2014      | Andreas Morell  | Lorenz Lau-Uhle                 | 3,56 Mio. | 11,8 %      |
| 15         | 9         | Die zersägte Jungfrau | 27. Feb. 2014      | Philipp Osthus  | Berthold Probst                 | 3,59 Mio. | 12,7 %      |
| 16         | 10        | Die schwarze Witwe    | 6. März 2014       | Philipp Osthus  | Berthold Probst                 | 3,80 Mio. | 12,6 %      |
| 17         | 11        | Glücklicher Tod       | 13. März 2014      | Philipp Osthus  | Lorenz Lau-Uhle                 | 4,18 Mio. | 14,2 %      |
| 18         | 12        | Die Akte Heldt        | 20. März 2014      | Philipp Osthus  | Lorenz Lau-Uhle                 | 3,46 Mio. | 12,8 %      |

## Staffel 3
| Nr. (ges.) | Nr. (St.) | Originaltitel             | Erstausstrahlung D | Regie                | Drehbuch                                             | Zuschauer | Marktanteil |
| ---------- | --------- | ------------------------- | ------------------ | -------------------- | ---------------------------------------------------- | --------- | ----------- |
| 19         | 1         | Auf Achse                 | 28. Jan. 2015      | Michael Wenning      | Sabine Glöckner                                      | 3,98 Mio. | 13,5 %      |
| 20         | 2         | Heißes Eisen              | 11. Feb. 2015      | Michael Wenning      | Berthold Probst                                      | 4,73 Mio. | 15,9 %      |
| 21         | 3         | Traumpaar                 | 18. Feb. 2015      | Heinz Dietz          | Gerd Lurz, Peter Ackermann-Laubenstein               | 3,71 Mio. | 12,6 %      |
| 22         | 4         | Immer Ärger mit Harry     | 25. Feb. 2015      | Heinz Dietz          | Marko Lucht                                          | 3,23 Mio. | 10,7 %      |
| 23         | 5         | Junkie                    | 4. März 2015       | Michael Wenning      | Claudia Römer, Lorenz Lau-Uhle                       | 3,53 Mio. | 12,6 %      |
| 24         | 6         | Die Gang                  | 11. März 2015      | Heinz Dietz          | Lorenz Lau-Uhle                                      | 3,68 Mio. | 12,8 %      |
| 25         | 7         | Fahnenklau                | 18. März 2015      | Heinz Dietz          | Monika Sandmann, Dirk Udelhoven                      | 3,10 Mio. | 10,6 %      |
| 26         | 8         | Hängen im Schacht         | 1. Apr. 2015       | Hartwig van der Neut | Berthold Probst                                      | 2,99 Mio. | 11,2 %      |
| 27         | 9         | Wehrlos                   | 8. Apr. 2015       | Hartwig van der Neut | Peter Dommaschk, Ralf Leuther                        | 3,11 Mio. | 11,7 %      |
| 28         | 10        | Heckenschützen            | 15. Apr. 2015      | Hartwig van der Neut | Marcus Raffel                                        | 3,17 Mio. | 12,8 %      |
| 29         | 11        | Summ mir das Lied vom Tod | 22. Apr. 2015      | Hartwig van der Neut | Katja Töner                                          | 3,06 Mio. | 11,9 %      |
| 30         | 12        | Alles hat ein Ende …      | 29. Apr. 2015      | Olaf Kreinsen        | Berthold Probst                                      | 3,23 Mio. | 13,1 %      |
| 31         | 13        | Bis zum letzten Tropfen   | 6. Mai 2015        | Olaf Kreinsen        | Stefan Dauck, Gerd Lurz, Peter Ackermann-Laubenstein | 3,41 Mio. | 13,2 %      |
| 32         | 14        | Ein König, zwei Damen     | 13. Mai 2015       | Olaf Kreinsen        | Manfred Kosmann, Lorenz Lau-Uhle                     | 2,71 Mio. | 12,7 %      |
| 33         | 15        | Carlos letzte Liebe       | 20. Mai 2015       | Olaf Kreinsen        | Lorenz Lau-Uhle                                      | 3,39 Mio. | 13,5 %      |

## Staffel 4
| Nr. (ges.) | Nr. (St.) | Originaltitel             | Erstausstrahlung D | Regie                | Drehbuch                               | Zuschauer | Marktanteil |
| ---------- | --------- | ------------------------- | ------------------ | -------------------- | -------------------------------------- | --------- | ----------- |
| 34         | 1         | Alles anders              | 21. Sep. 2016      | Stefan Bühling       | Lorenz Lau-Uhle                        | 3,73 Mio. | 14,4 %      |
| 35         | 2         | Der Kuckuck               | 28. Sep. 2016      | Stefan Bühling       | Marko Lucht                            | 3,56 Mio. | 13,1 %      |
| 36         | 3         | Affentheater              | 5. Okt. 2016       | Stefan Bühling       | Sabine Glöckner                        | 3,59 Mio. | 13,6 %      |
| 37         | 4         | Sternenreise              | 12. Okt. 2016      | Stefan Bühling       | Gerd Lurz, Peter Ackermann-Laubenstein | 3,70 Mio. | 13,2 %      |
| 38         | 5         | Nicht zu verzollen        | 19. Okt. 2016      | Heinz Dietz          | Berthold Probst                        | 3,48 Mio. | 12,3 %      |
| 39         | 6         | Bochum singen und sterben | 26. Okt. 2016      | Heinz Dietz          | Gerd Lurz, Peter Ackermann-Laubenstein | 3,30 Mio. | 11,6 %      |
| 40         | 7         | Jagd auf Roter Pullover   | 2. Nov. 2016       | Heinz Dietz          | Klaus Rohne                            | 3,58 Mio. | 12,0 %      |
| 41         | 8         | Bochum Gangsta            | 16. Nov. 2016      | Heinz Dietz          | Marcus Raffel                          | 3,46 Mio. | 12,4 %      |
| 42         | 9         | Kunstfreunde              | 23. Nov. 2016      | Hartwig van der Neut | Sabine Glöckner                        | 3,33 Mio. | 11,4 %      |
| 43         | 10        | Bochum innovativ          | 30. Nov. 2016      | Hartwig van der Neut | Monika Sandmann, Dirk Udelhoven        | 3,47 Mio. | 12,5 %      |
| 44         | 11        | Kalter Hund               | 7. Dez. 2016       | Hartwig van der Neut | Benjamin Biehn                         | 3,45 Mio. | 12,2 %      |
| 45         | 12        | Der Kronzeuge             | 14. Dez. 2016      | Hartwig van der Neut | Marko Lucht                            | 3,28 Mio. | 12,0 %      |
| 46         | 13        | Die Kakerlake             | 21. Dez. 2016      | Heinz Dietz          | Enno Reese, Mike Viebrock              | 3,67 Mio. | 12,4 %      |
| 47         | 14        | Der Putzteufel            | 4. Jan. 2017       | Heinz Dietz          | Katja Töner                            | 4,20 Mio. | 13,6 %      |
| 48         | 15        | Interne Ermittlung        | 11. Jan. 2017      | Heinz Dietz          | Lorenz Lau-Uhle                        | 3,90 Mio. | 12,8 %      |
| 49         | 16        | Der Tod fährt mit         | 18. Jan. 2017      | Heinz Dietz          | Gerd Lurz, Peter Ackermann-Laubenstein | 3,53 Mio. | 12,0 %      |
| 50         | 17        | Cybermobbing              | 25. Jan. 2017      | Ulrike Hamacher      | Lorenz Lau-Uhle                        | 3,62 Mio. | 12,3 %      |
| 51         | 18        | Der Preis der Wahrheit    | 1. Feb. 2017       | Ulrike Hamacher      | Lorenz Lau-Uhle                        | 3,47 Mio. | 11,7 %      |

## Staffel 5
| Nr. (ges.) | Nr. (St.) | Originaltitel                      | Erstausstrahlung D | Regie                | Drehbuch                                   | Zuschauer | Marktanteil |
| ---------- | --------- | ---------------------------------- | ------------------ | -------------------- | ------------------------------------------ | --------- | ----------- |
| 52         | 1         | Killtube                           | 20. Sep. 2017      | Heinz Dietz          | Mike Viebrock, Enno Reese, Lorenz Lau-Uhle | 3,22 Mio. | 12,6 %      |
| 53         | 2         | Falschgeld                         | 27. Sep. 2017      | Heinz Dietz          | Sabine Glöckner                            | 3,43 Mio. | 12,7 %      |
| 54         | 3         | Besuch aus dem Jenseits            | 4. Okt. 2017       | Heinz Dietz          | Marko Lucht                                | 3,20 Mio. | 12,1 %      |
| 55         | 4         | Dat Fenster nach’m Hof             | 11. Okt. 2017      | Heinz Dietz          | Marcus Raffel                              | 3,39 Mio. | 13,0 %      |
| 56         | 5         | In geheimer Mission                | 18. Okt. 2017      | Christoph Eichhorn   | Marko Lucht                                | 3,25 Mio. | 11,8 %      |
| 57         | 6         | Und täglich stirbt das Kuscheltier | 25. Okt. 2017      | Christoph Eichhorn   | Gerd Lurz, Peter Ackermann-Laubenstein     | 3,17 Mio. | 11,7 %      |
| 58         | 7         | Der Sechser im Lotto               | 1. Nov. 2017       | Christoph Eichhorn   | Monika Sandmann, Dirk Udelhoven            | 3,50 Mio. | 11,7 %      |
| 59         | 8         | Vom Umtausch ausgeschlossen        | 8. Nov. 2017       | Stefan Bühling       | Katja Töner                                | 3,34 Mio. | 11,8 %      |
| 60         | 9         | Mord verjährt nicht                | 15. Nov. 2017      | Stefan Bühling       | Sabine Glöckner                            | 3,31 Mio. | 12,2 %      |
| 61         | 10        | Die Entführung                     | 22. Nov. 2017      | Stefan Bühling       | Lorenz Lau-Uhle                            | 3,56 Mio. | 12,4 %      |
| 62         | 11        | Nachbarschaftswache                | 29. Nov. 2017      | Nina C. Wolfrum      | Lorenz Lau-Uhle                            | 3,28 Mio. | 11,6 %      |
| 63         | 12        | Die Dinos sind los                 | 6. Dez. 2017       | Stefan Bühling       | Benjamin Biehn                             | 2,92 Mio. | 10,6 %      |
| 64         | 13        | Die Lehrer, die ich rief           | 13. Dez. 2017      | Nina C. Wolfrum      | Gerd Lurz, Peter Ackermann-Laubenstein     | 3,28 Mio. | 11,9 %      |
| 65         | 14        | Unter die Haut                     | 20. Dez. 2017      | Nina C. Wolfrum      | Iris Kobler                                | 3,12 Mio. | 11,1 %      |
| 66         | 15        | Das Dings mit dem Dingens          | 27. Dez. 2017      | Nina C. Wolfrum      | Martin Muser, Karolina Dombrowski          | 3,48 Mio. | 12,5 %      |
| 67         | 16        | Döner mit Biss                     | 3. Jan. 2018       | Heinz Dietz          | Katja Töner                                | 3,80 Mio. | 12,5 %      |
| 68         | 17        | Wer hat den Größten?               | 10. Jan. 2018      | Heinz Dietz          | Gerd Lurz, Peter Ackermann-Laubenstein     | 3,34 Mio. | 11,6 %      |
| 69         | 18        | Holland in Not                     | 17. Jan. 2018      | Hartwig van der Neut | Lorenz Lau-Uhle                            | 3,45 Mio. | 11,3 %      |

## Staffel 6
| Nr. (ges.) | Nr. (St.) | Originaltitel                  | Erstausstrahlung D | Regie        | Drehbuch                                | Zuschauer | Marktanteil |
| ---------- | --------- | ------------------------------ | ------------------ | ------------ | --------------------------------------- | --------- | ----------- |
| 70         | 1         | Carlo                          | 24. Jan. 2018      | Sascha Thiel | Marko Lucht                             | 3,35 Mio. | 11,7 %      |
| 71         | 2         | Elefant vergisst nicht         | 31. Jan. 2018      | Sascha Thiel | Iris Kobler                             | 3,49 Mio. | 12,0 %      |
| 72         | 3         | Täuschungen                    | 7. Feb. 2018       | Sascha Thiel | Carmen Nascetti                         | 4,14 Mio. | 13,7 %      |
| 73         | 4         | Ewig mein                      | 14. Feb. 2018      | Sascha Thiel | Sabine Glöckner                         | 3,18 Mio. | 10,6 %      |
| 74         | 5         | Allein in Bochum               | 21. Feb. 2018      | Andi Niesser | Katja Töner                             | 3,65 Mio. | 12,2 %      |
| 75         | 6         | Dinner mit Verbrechen (Teil 1) | 28. Feb. 2018      | Andi Niesser | Lorenz Lau-Uhle                         | 3,19 Mio. | 10,6 %      |
| 76         | 7         | Dinner mit Verbrechen (Teil 2) | 7. März 2018       | Andi Niesser | Lorenz Lau-Uhle                         | 3,25 Mio. | 11,1 %      |
| 77         | 8         | Forellen-Andi                  | 21. März 2018      | Andi Niesser | Linus Foerster                          | 3,54 Mio. | 12,5 %      |
| 78         | 9         | Eine perfekte Familie          | 28. März 2018      | Heinz Dietz  | Sabine Glöckner                         | 3,51 Mio. | 12,9 %      |
| 79         | 10        | Spukhaus                       | 4. Apr. 2018       | Heinz Dietz  | Michael Schreckenberg, Sarah Wassermair | 3,29 Mio. | 12,3 %      |
| 80         | 11        | Auf Sendung                    | 11. Apr. 2018      | Heinz Dietz  | Marko Lucht                             | 3,37 Mio. | 12,5 %      |
| 81         | 12        | Abgeschminkt                   | 18. Apr. 2018      | Heinz Dietz  | Iris Kobler                             | 2,90 Mio. | 12,7 %      |

## Staffel 7
| Nr. (ges.) | Nr. (St.) | Originaltitel                          | Erstausstrahlung D | Regie                | Drehbuch                                | Zuschauer | Marktanteil |
| ---------- | --------- | -------------------------------------- | ------------------ | -------------------- | --------------------------------------- | --------- | ----------- |
| 82         | 1         | Keiner von uns                         | 25. Sep. 2019      | Hartwig van der Neut | Katja Töner, Sabine Glöckner            | 3,18 Mio. | 12,3 %      |
| 83         | 2         | Der längste Tag (Teil 1: Der Ausbruch) | 9. Okt. 2019       | Hartwig van der Neut | Lorenz Lau-Uhle                         | 3,62 Mio. | 13,2 %      |
| 84         | 3         | Der längste Tag (Teil 2: Die Jagd)     | 16. Okt. 2019      | Hartwig van der Neut | Lorenz Lau-Uhle                         | 3,02 Mio. | 11,8 %      |
| 85         | 4         | Nur das Beste                          | 23. Okt. 2019      | Heinz Dietz          | Sabine Glöckner                         | 3,11 Mio. | 11,9 %      |
| 86         | 5         | Gehackt                                | 30. Okt. 2019      | Heinz Dietz          | Linus Foerster                          | 2,93 Mio. | 10,9 %      |
| 87         | 6         | Die Sagenjäger                         | 6. Nov. 2019       | Heinz Dietz          | Lorenz Lau-Uhle                         | 2,77 Mio. | 10,1 %      |
| 88         | 7         | Der Mann aus Wien                      | 13. Nov. 2019      | Heinz Dietz          | Sarah Wassermair, Michael Schreckenberg | 2,88 Mio. | 10,5 %      |
| 89         | 8         | Ab in die Tonne                        | 20. Nov. 2019      | Britta Keils         | Katja Töner                             | 3,02 Mio. | 11,0 %      |
| 90         | 9         | Hurra, vier leben noch                 | 27. Nov. 2019      | Britta Keils         | Gerd Lurz, Peter Ackermann-Laubenstein  | 3,14 Mio. | 11,6 %      |
| 91         | 10        | Geheimnisträger                        | 4. Dez. 2019       | Britta Keils         | Lorenz Lau-Uhle                         | 3,12 Mio. | 11,8 %      |
| 92         | 11        | Nicht pflegeleicht                     | 11. Dez. 2019      | Britta Keils         | Carmen Nascetti                         | 2,93 Mio. | 11,0 %      |
| 93         | 12        | Ausgetrickst                           | 18. Dez. 2019      | Stefan Bühling       | Sabine Glöckner                         | 2,99 Mio. | 11,4 %      |
| 94         | 13        | Schmutzige Geschäfte                   | 8. Jan. 2020       | Stefan Bühling       | Stefan Scheich, Robert Dannenberg       | 4,18 Mio. | 14,5 %      |
| 95         | 14        | Bochum Boys                            | 15. Jan. 2020      | Stefan Bühling       | Lorenz Lau-Uhle                         | 3,06 Mio. | 11,2 %      |
| 96         | 15        | Die Wanne ist voll                     | 22. Jan. 2020      | Stefan Bühling       | Gerd Lurz, Peter Ackermann-Laubenstein  | 3,29 Mio. | 11,8 %      |

## Staffel 8
Im Sommer 2019 starteten die Dreharbeiten für 12 neue Folgen, die vom 14. Oktober 2020 bis zum 3. Februar 2021 ausgestrahlt wurden.
| Nr. (ges.) | Nr. (St.) | Originaltitel              | Erstausstrahlung D | Regie          | Drehbuch                                   | Zuschauer | Marktanteil |
| ---------- | --------- | -------------------------- | ------------------ | -------------- | ------------------------------------------ | --------- | ----------- |
| 97         | 1         | Club der Detektive         | 14. Okt. 2020      | Patricia Frey  | Lorenz Lau-Uhle                            | 3,85 Mio. | 12,7 %      |
| 98         | 2         | Die Zuflucht               | 21. Okt. 2020      | Patricia Frey  | Sarah Wassermair, Michael Schreckenberg    | 3,11 Mio. | 11,2 %      |
| 99         | 3         | Beste Wohnlage             | 11. Nov. 2020      | Patricia Frey  | Katja Töner                                | 3,38 Mio. | 11,4 %      |
| 100        | 4         | Flug des Todes             | 18. Nov. 2020      | Heinz Dietz    | Lorenz Lau-Uhle                            | 3,17 Mio. | 10,4 %      |
| 101        | 5         | Das Müller muss weg        | 2. Dez. 2020       | Patricia Frey  | Gerd Lurz, Peter Ackermann-Laubenstein     | 3,29 Mio. | 11,2 %      |
| 102        | 6         | Die Träume der Anderen     | 9. Dez. 2020       | Nico Zavelberg | Helena Hofmann, Peter Furrer, Andrej Sorin | 3,37 Mio. | 11,0 %      |
| 103        | 7         | Treppe abwärts             | 16. Dez. 2020      | Nico Zavelberg | Regina Dietl, Antoine Dengler              | 3,84 Mio. | 12,0 %      |
| 104        | 8         | Der Superheld              | 23. Dez. 2020      | Nico Zavelberg | René Förder, Stephan Pächer                | 3,25 Mio. | 10,5 %      |
| 105        | 9         | Der falsche Heldt          | 30. Dez. 2020      | Heinz Dietz    | Beatrice Blank, Sören Hüper                | 3,38 Mio. | 11,2 %      |
| 106        | 10        | Das Karma kein Zufall sein | 13. Jan. 2021      | Heinz Dietz    | Gregor Eisenbeiß                           | 3,39 Mio. | 10,9 %      |
| 107        | 11        | An’ne Bude                 | 27. Jan. 2021      | Nico Zavelberg | Lorenz Lau-Uhle                            | 3,42 Mio. | 11,0 %      |
| 108        | 12        | Krankenhausreif            | 3. Feb. 2021       | Heinz Dietz    | Sarah Wassermair, Michael Schreckenberg    | 2,96 Mio. | 9,5 %       |